# Quentin Skinner
Quentin Robert Duthie Skinner (Lancashire, Inglaterra, em 26 de novembro de 1940) é um historiador britânico, conhecido como um dos principais integrantes da Escola de Cambridge.

## Carreira acadêmica
Diplomado em Cambridge, Skinner é um dos historiadores ingleses mais influentes na segunda metade do século XX, tendo ministrado cursos na Universidade de Princeton, Universidade Harvard, Universidade Cornell, Universidade de Oxford e na École pratique des hautes études de Paris. Desde 1978, é professor de ciência política na Universidade de Cambridge. Em 2006, foi premiado com o Prêmio Balzan para a história e a teoria do pensamento político. Sua obra The Foundations of Modern Political Thought, publicada em 1978, é tida como um clássico da história intelectual em função das suas contribuições para a metodologia historiográfica para a história do pensamento político. Juntamente com outros historiadores, como John Pocock e John Dunn, Skinner compõe a chamada Escola de Cambridge, cujas referências teóricas residem especialmente nas obras de John Austin e Robin George Collingwood.

## Obra
- 1978 - As Fundações do Pensamento Político Moderno: Volume I: A Renascença (The Foundations of Modern Political Thought: Volume I: The Renaissance)
- 1978 - As Fundações do Pensamento Político Moderno: Volume II: A Era da Reforma (The Foundations of Modern Political Thought: Volume II: The Age of Reformation)
- 1981 - Machiavelli (Machiavelli)
- 1996 - Razão e Retórica na Filosofia de Hobbes (Reason and Rhetoric in the Philosophy of Hobbes)
- 1998 - Liberdade antes do Liberalismo (Liberty before Liberalism)
- 2002 - Visões da Política: Volume I: sobre o método (Visions of Politics: Volume I: Regarding Method)
- 2002 - Visões da Política: Volume II: Virtudes Renascentistas (Visions of Politics: Volume II: Renaissance Virtues)
- 2002 - Visões da Política: Volume III: Hobbes e Ciência Civil (Visions of Politics: Volume III: Hobbes and Civil Science)
- 2003 - O artista na filosofia política (L’artiste en philosophie politique)
- 2008 - Hobbes e Liberdade Republicana (Hobbes and Republican Liberty)
- 2011 - A verdade e o historiador (La verité et l’historien)
- 2012 - Os três órgãos do Estado (Die drei Körper des Staates)
- 2014 - Shakespeare Forense (Forensic Shakespeare)
- 2018 - Do Humanismo a Hobbes: Estudos em Retórica e Política (From Humanism to Hobbes: Studies in Rhetoric and Politics)